# Kobieta zabita dobrocią
Kobieta zabita dobrocią (ang. A Woman Killed with Kindness) – tragedia obyczajowa Thomasa Heywooda z 1603 roku.

## Data powstania utworu
Kobieta zabita dobrocią powstała w 1603 roku, a została wydana po raz pierwszy w 1607.

## Osoby
| Osoba                 | Jej rola w dramacie              |
| --------------------- | -------------------------------- |
| Sir Francis Acton     | brat pani Frankford              |
| Sir Charles Mountford |                                  |
| Pan Frankford         |                                  |
| Pan Wendoll           | przyjaciel Frankforda            |
| Pan Malby             | przyjaciel sir Francisa          |
| Pan Cranwell          | okoliczny gentelman              |
| Shafton               | fałszywy przyjaciel sir Charlesa |
| Stary Mountford       | stryj sir Charlesa               |
| Tidy                  | kuzyn sir Charlesa               |
| Sandy                 |                                  |
| Roder                 | dzierżawca u sir Francisa        |
| Nicholas, Jenkin      | słudzy Frankforda                |
| Roger Brickbat        | sługa Frankforda                 |
| Jack Slime            | sługa Frankforda                 |
| Spigot                | lokaj                            |
| Szeryf                |                                  |
| Pani Frankford        |                                  |
| Susan                 | siostra sir Charlesa             |
| Cecylia               | pokojówka pani Frankford         |

## Treść

### Akt I
Sir Charles i sir Francis gratulują Frankfordowi dobrego ożenku. Pan młody wychwala zalety swej żony, siostry sir Francisa. Służba tańczy na weselu. Następnego dnia Acton i Mountford spotykają się zgodnie z umową, by wypróbować czyj sokół i czyje psy będą szybsze podczas łowów. Mimo zwycięstwa sir Francis nie chce przyznać racji przeciwnikowi. Dochodzi do bójki, w której giną dwaj jego ludzie z ręki sir Charlesa. Siostra sir Charlesa, Susan doradza bratu ucieczkę, on jednak nie chce się rozstawać z ukochaną siostrą i pozwala się uwięzić.

### Akt II
Wendoll uczestnik zakładu i bijatyki uwiadamia Frankforda o tym, co się zdarzyło. Gospodarz przyjmuje go do służby u siebie, wyznacza mu pensję i służącego. Nick zżyma się na tak wielką łaskawość swego pana względem wątpliwej konduity kawalera. Sir Charles wykupuje się od śmierci i więzienia swoim majątkiem. Pozostaje mu niewielkie gospodarstwo, w którym zamieszkuje z siostrą. Shafton, łasy na jego majątek, pożycza mu trzysta funtów na opędzenie bieżących potrzeb. Frankford wyjeżdżając zleca Wendollowi, by zarządzał jego majątkiem. Ten najpierw walczy z pokusą uwiedzenia jego żony, ale w końcu jej ulega. Gdy pani Frankford chce się poskarżyć mężowi, apeluje do jej litości, tak czyni ją wspólniczką swego wyznania i swą kochanką. Nick podsłuchuje ich rozmowę i postanawia ostrzec swego pana.

### Akt III
Shafton żąda od sir Charlesa spłaty długu, a gdy go nie otrzymuje, nakazuje wtrącić go do więzienia i obejmuje jego majątek. Sir Francis będący świadkiem tego zdarzenia, chce wydrwić siostrę swego wroga, zakochuje się w niej jednak od pierwszego wejrzenia i postanawia ją zdobyć. Nick wyjawia swemu panu prawdę o postępowaniu jego żony i Wendolla. Frankford postanawia wybadać jak się rzeczy mają. Podczas gry w karty przekonuje się, że sługa miał rację. Decyduje się zrobić duplikaty kluczy i przyłapać kochanków in flagranti.

### Akt IV
Susan zabiega u wuja, kuzyna i dawnych dzierżawców o pomoc dla swego brata, ci jednak nie chcą ich znać. Sir Francis ofiarowuje jej przez swego sługę sakiewkę pełną dukatów jako pomoc. Ona jednak odrzuca dar. Chcąc ją zdobyć sir Francis postanawia zapomnieć o swojej wrogości względem jej brata i spłacić jego długi. Sir Charles zostaje zwolniony z więzienia. Jest wdzięczny swym krewnym do czasu, gdy siostra zapewnia go, że nic u nich nie wskórała. Domyśla się, że to sir Francis wydobył go z więzienia z miłości do niej. Frankford sprawiwszy sobie zapasowy komplet kluczy, udaje, że musi w nagłej sprawie wyjechać jeszcze tego wieczora. Wendoll zadowolony z okazji przenosi się z wieczerzą do alkowy pani Frankford. Jej mąż powraca w środku nocy i znajduje kochanków śpiących we wspólnym łożu. Wypędza Wendolla, a żonie wyrzuca zdradę. Jako karę dla niej wyznacza zamieszkanie w odległym majątku bez możliwości widywania się z nim i z dziećmi.

### Akt V
Sir Charles postanawia, aby spłacić swój dług oddać swemu dobroczyńcy swą siostrę. Siostra zgadza się na to, by jednak nie zostać pohańbioną, postanawia przebić się sztyletem, gdy zostanie oddana swemu wrogowi. Sir Francis, wzruszony wielkodusznością rodzeństwa, postanawia wziąć Susan za żonę, a sir Charlesa uznać za brata. Frankford odsyła żonie ostatni należący do niej sprzęt domowy, jej lutnię. Pani Frankford nie uznaje się wartą, by dalej żyć. Nick odnoszący jej instrument jest wzruszony jej skruchą. Wendoll próbuje zbliżyć się do niej, by ją pocieszyć, lecz pani Frankford go odtrąca. Na wieść o tym, co się wydarzyło do jej domu udają się sir Francis, Susan i sir Charles. Pani Frankford od dłuższego czasu nie przyjmuje już posiłków. Po przybyciu męża i uzyskaniu od niego wybaczenia, umiera.

## Analiza
Kobieta zabita dobrocią to najlepsza sztuka Heywooda i zarazem najlepszy utwór w rodzaju, którego prototypem stał się Arden z Feversham, tragedii nieszczęść w życiu rodzinnym. O ile jednak Arden i późniejsza A Yorkshire Tragedy epatowały okropnościami, w tragedii Heywooda nie ma krwawych czynów. Jest to wzruszający spektakl życia i szczęścia, które zostaje bezpowrotnie utracone z winy kobiety grzesznej, chociaż nie zepsutej. Sztuka doskonale ukazuje życie sfery, którą przedstawia, co pozwoliło Lambowi nazwać Heywooda jakby Szekspirem prozą. Jego dramat został napisany białym, choć pozbawionym polotu, wierszem.